# Pegaso M-3
Le Pegaso M.3 (aussi appelé Z.209), est un prototype de camion militaire, tracteur d'artillerie, présenté par le constructeur espagnol Pegaso en 1953. Le Pegaso M.3 a été le premier modèle d'une longue série de camions militaires fabriqués pour l'armée espagnole. 

## Histoire
C'est à la demande du Ministère de la Défense espagnol que le projet du camion tracteur d'artillerie baptisé M.3 est développé par le CETA. Le projet prévoyait un véhicule tout-terrain à trois essieux de type 6 x 4, avec une charge utile de 14.000 kg.
Dans ce véhicule, ENASA a utilisé pour la première fois la technologie du moteur Diesel suralimenté par un compresseur volumétrique de type Roots, qui avait déjà été assemblé dans des versions de moteurs pour applications marines et industrielles. La puissance de ce moteur diesel Pegaso était de 160 ch DIN à 1.850 tr/min L'entraînement du compresseur s'effectuait mécaniquement par l'intermédiaire d'un train d'engrenages disposé à l'arrière du moteur.
Ce véhicule n'a jamais été produit en série. Seuls 3 exemplaires prototypes ont été assemblées, destinés à effectuer des tests et essais devant des hauts fonctionnaires et des responsables de l'armée espagnole qui, malgré leurs évaluations positives au vu des résultats obtenus, n'ont pas réussi à faire passer une commande auprès du constructeur. Pegaso a du attendre plus d'une décennie avant de devenir un des fournisseurs de l'armée espagnole et d'autres armées étrangères, d'Amérique latine notamment.
Le Pegaso M.3 disposait de 3 ponts à réducteurs dans les moyeux. La cabine était bâchée et comportait 2 roues de secours. Il semble que des problèmes budgétaires n'ont pas permis à l'armée espagnole de lancer une commande qui aurait débouché sur une production en petite série.

## Utilisateurs militaires
- Espagne